# شريحة هيرمت
في الحقل الرياضي الفرعي للتحليل العددي , شَــريـحة هيرمِـت هي منحنـى شريـحة حـيثُ كـل مـتعدد حدود مُمَـثّـل بنموذج هيرمِـت.